# Antico Toscano
L'Antico Toscano è un tipo di sigaro Toscano, realizzato a macchina presso la manifattura di Lucca (Toscana). È stato commercializzato nel 1973 come massima espressione della cosiddetta gamma "tradizionale". Fa parte della fascia alta dei Toscano fatti a macchina. È disponibile in confezioni da 5 e 40 sigari.

## Caratteristiche
Caratteristiche distintive dell'Antico Toscano secondo "il Toscano" e "Il Toscano nel Bicchiere":
- Manifattura di produzione: Lucca
- Tempo di maturazione e stagionatura: 12 mesi
- Fascia: Kentucky nordamericano
- Ripieno: tabacco nazionale più i ritagli della fascia
- Aspetto: marrone scuro
- Fabbricazione: a macchina
- Lunghezza: 162[1] +/- 1 ; 155[2] mm
- Diametro pancia: 15[1] ; 14[2] mm
- Diametro punte: 9 +/- 0,5[1]; 9[2] mm
- Volume: 18,7 mL
- Peso: circa 8,8 g[1] ; 8,5[2] g
- Densità: 0,470 g/mL[1] ; 0,455[2] g/mL
- Anno di uscita: 1973
- Disponibilità: in produzione
- Fascetta: tricolore con al centro un ovale in cui è raffigurato l'edificio del Monopolio.

Sigaro dalla forza nicotinica notevole e quindi non adatto a principianti L'Antico Toscano alla accensione sprigiona note di legno affumicato e cuoio stagionato e sul finale sentore di pepe nero e noce moscata. Data la robustezza della fumata, che si accentua vieppiù sul finale, ne è raccomandata  la consumazione dopo pranzo o cena e comunque non a digiuno, ed è da sempre considerato un prodotto per fumatori esperti ed amanti del Kentucky nazionale.